# Mzab
Mzab nebo také M'zab, v jazyce tamašek ⴰⵖⵍⴰⵏ (Aghlan), arabsky مزاب, je region v Alžírsku na severním okraji Sahary. Nachází se 550 kilometrů jižně od hlavního města Alžíru, má rozlohu 8000 km² a žije v něm okolo 360 000 obyvatel, hlavním městem je Ghardája. Obyvatelé se nazývají Mozabité a patří k berberským etnikům.
Oblast je tvořena vápencovou plošinou o nadmořské výšce 300 až 800 metrů, kterou protéká vádí Oued Mzab. Většinu kraje vyplňuje kamenná poušť zvaná chebka, srážky se pohybují mezi 40 a 100 milimetry ročně. Byla neobydlená až do 11. století, kdy se zde usadili náboženští uprchlíci z maghrebského pobřeží, příslušníci hnutí ibádíja. Založili zde sedm opevněných oáz, tzv. heptapolis (Ghardája, Baní Izgán, El Atteuf, Búnura a Malika, později přibyly ještě Berriane a Guerrara), situovaných na pahorcích s minaretem jako strážní věží, využívajících bohaté zásoby spodní vody. Pěstovali datle a cicimek, byli vyhlášenými řemeslníky a obchodníky, města sloužila jako významné zastávky karavan se solí, vlnou a otroky. I v jednadvacátém století vedou Mozabité asketický způsob života, založený na vzájemné solidaritě a přísném dodržování náboženských norem, nad kterým bdí rada starších Madžlis Ammi Saíd.
Pro originální architektonické a urbanistické řešení svých měst a zachované komunitní tradice byl region Mzab v roce 1982 zařazen na seznam Světové dědictví.

## Galerie

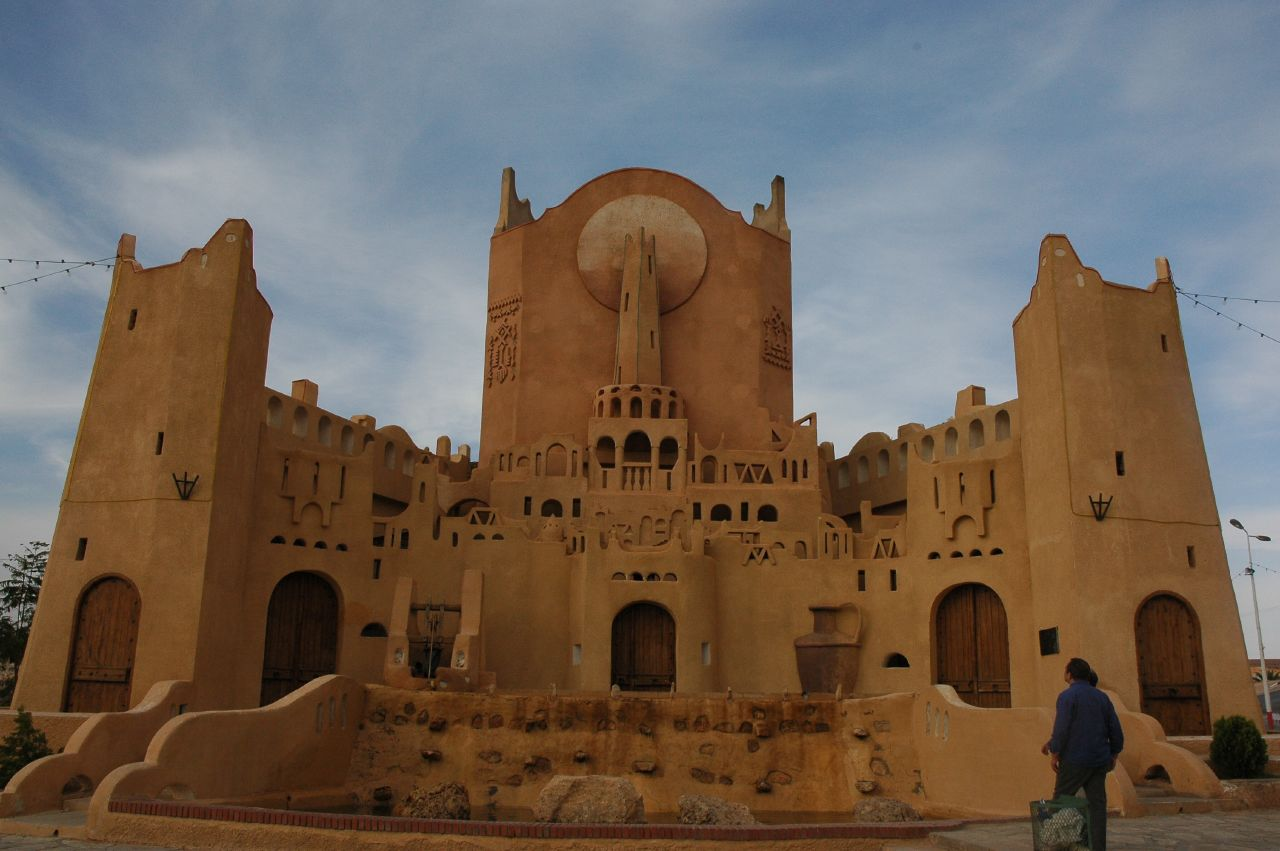
Mozabitská architektura
Znak Mzabu
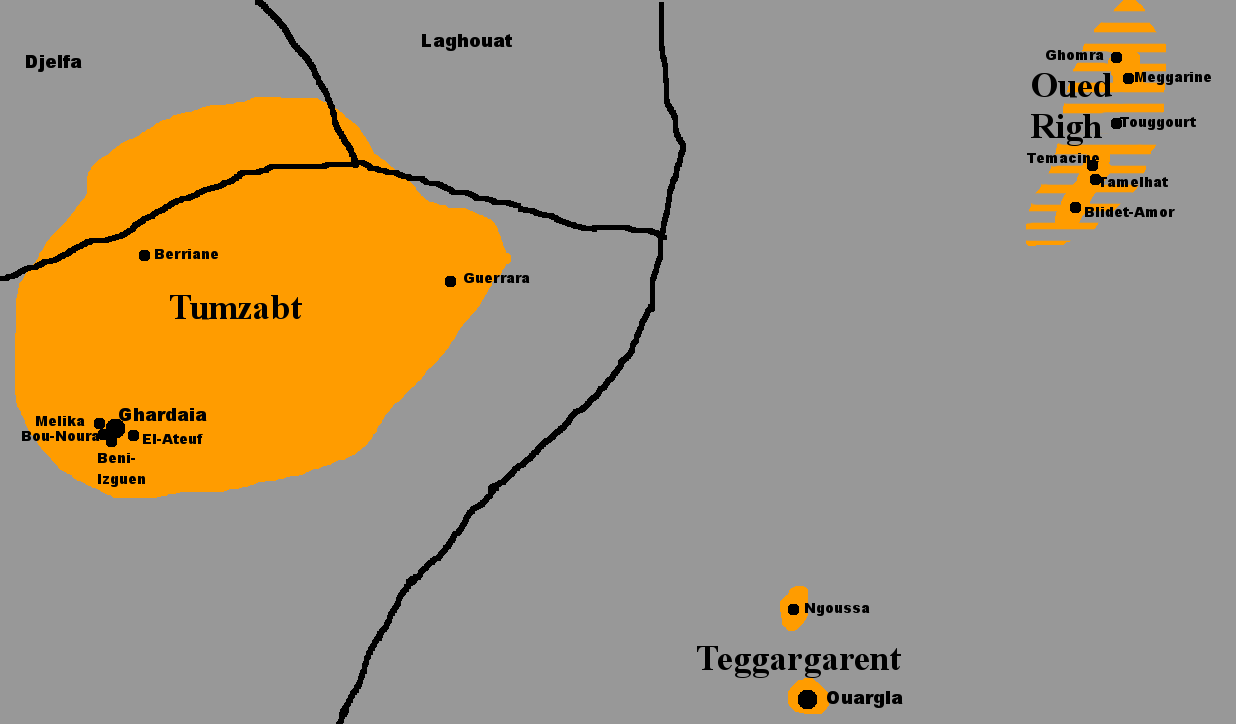
Mapa